# Enceinte de Caluire
L’enceinte de Caluire, aussi dénommée « nouvelle enceinte de la Croix-Rousse », est un ouvrage militaire bâti de 1868 à 1874 destiné à barrer le plateau de la Croix-Rousse, faisant ainsi partie de la première ceinture de Lyon. Elle reliait les forts de Caluire et Montessuy à travers une galerie casematée semi-enterrée bordée d'un fossé sec.

## Architecture
L'ouvrage est constitué d'une succession de casemates formant une galerie défensive joignant les deux forts à ses extrémités. Le côté extérieur, orienté vers la Dombes, était bordé d'un fossé sec et flanqué par les embrasures (pour fusils et canons) des casemates semi-enterrées. Six casemates regroupées au centre de l'enceinte formant une caponnière permettaient la défense du fossé par des tirs d'enfilade. L'entrée de l'ouvrage se faisait par le côté intérieur (orienté vers Lyon) au moyen d'un tunnel rejoint en surface par un bâtiment. Un petit magasin est aussi situé en bas de ce tunnel.
Toutes les casemates sont de dimensions identiques, sauf au-dessous de la voie ferrée de la ligne de Lyon-Croix-Rousse à Trévoux, qui est composée d'une succession de cinq petites casemates.

## Aujourd'hui
Successivement utilisée en tant qu'abri à chevaux puis en tant que champignonnière dans les années 1960, l'enceinte est abandonnée, les fossés et la partie extérieure sont comblés de 1933 à 1936. Seuls demeurent visibles de nos jours les bâtiments en surface, occupés par le service espaces verts de la ville.
L'intérieur de l'enceinte est aujourd'hui déblayé et restauré par une association en partenariat avec la commune afin de l'ouvrir lors des Journées européennes du patrimoine 2012.